# Elch
Elch (Frans: Othée) is een dorp in de Belgische provincie Luik, en een deelgemeente van de Waalse gemeente Awans. Othée was een zelfstandige gemeente, tot die bij de gemeentelijke herindeling van 1977 toegevoegd werd aan de gemeente Awans.
Othée ligt aan de taalgrens en is een Haspengouws landbouwdorp dat zich ontwikkeld heeft tot een woondorp.

## Etymologie en geschiedenis
Hoezeer de Nederlandse naam Elch en de Franse naam Othée ook van elkaar verschillen, zij kunnen teruggebracht worden op een gemeenschappelijke Keltische oorsprong, namelijk Altacum (dorp op de hoogte ?), waarbij de 'c' in het Nederlands als 'ch' ging klinken. Een middeleeuwse vorm van de naam was (H)Elta.
In Elch werd op 23 september 1408 de Slag bij Othée uitgevochten tussen de prins-bisschop van Luik met zijn Bourgondische bondgenoten en Luikse rebellen.

## Demografische ontwikkeling
- Bronnen:NIS, Opm:1831 tot en met 1970=volkstellingen, 1976= inwoneraantal op 31 december

## Bezienswaardigheden
- De tumulus van Othée die sinds 1991 een beschermd monument is.
- Het monument ter herinnering aan de Slag bij Othée
- De Sint-Petrus-en-Pauluskerk is de parochiekerk
- De Onze-Lieve-Vrouw van Banneuxkapel, betreedbare kapel van 1947, opgericht uit dankbaarheid voor het behoud van het dorp tijdens de Tweede Wereldoorlog.
- Sint-Urbanuskapel
- Sint-Rochuskapel
- Moulin d'Othée
- Moulin du Château

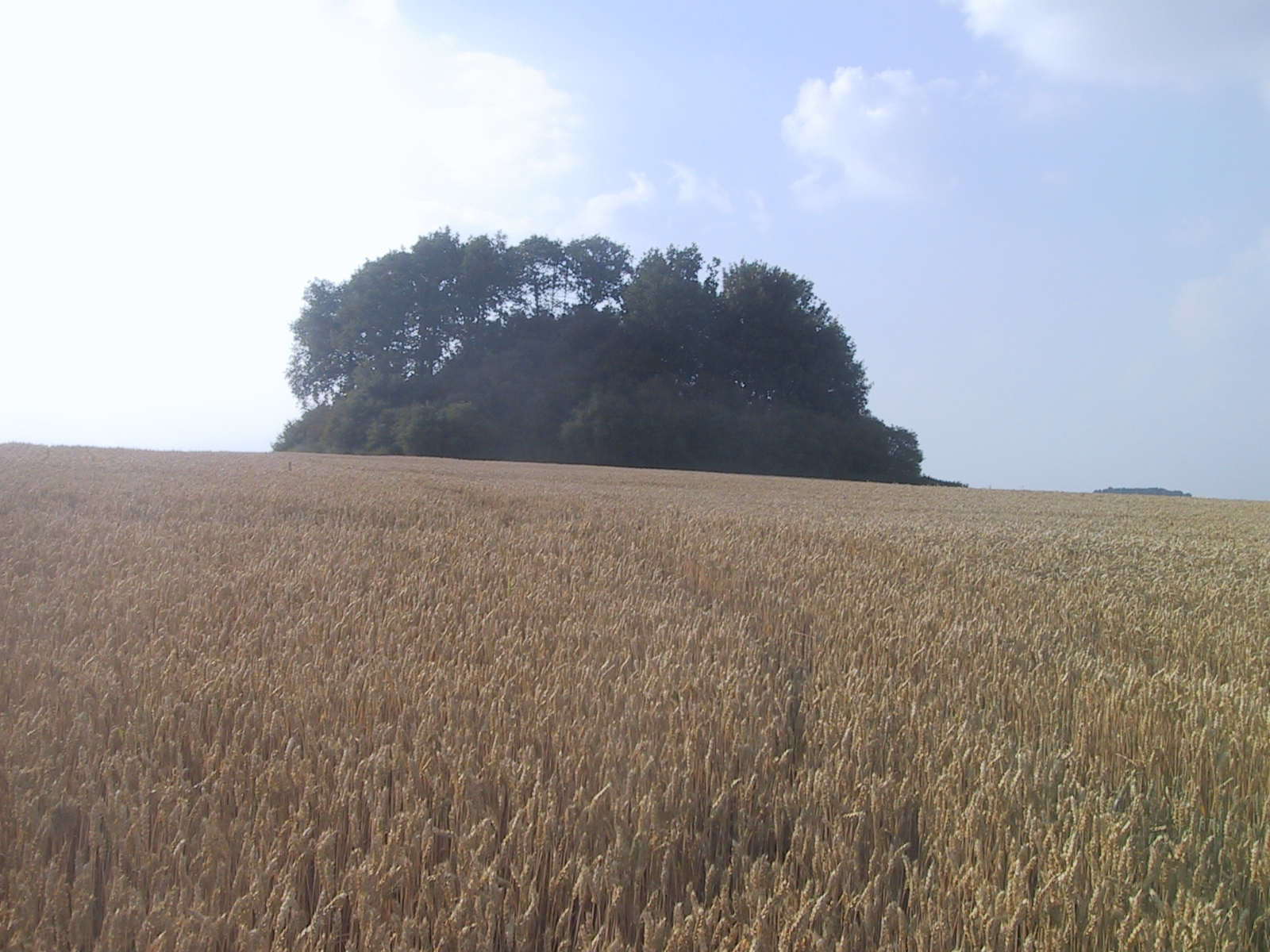
De tumulus van Othée
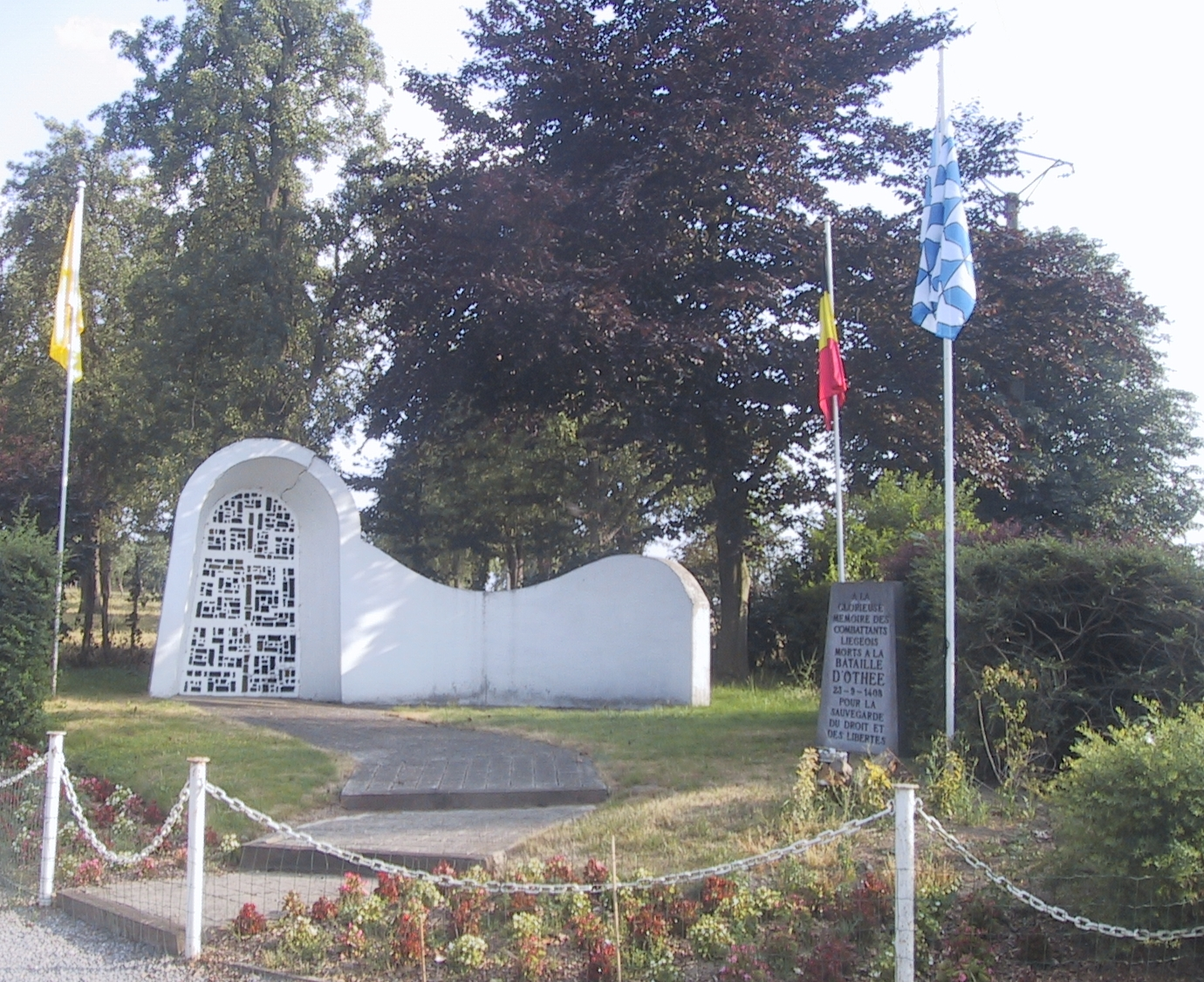
Het monument van de Slag bij Othée
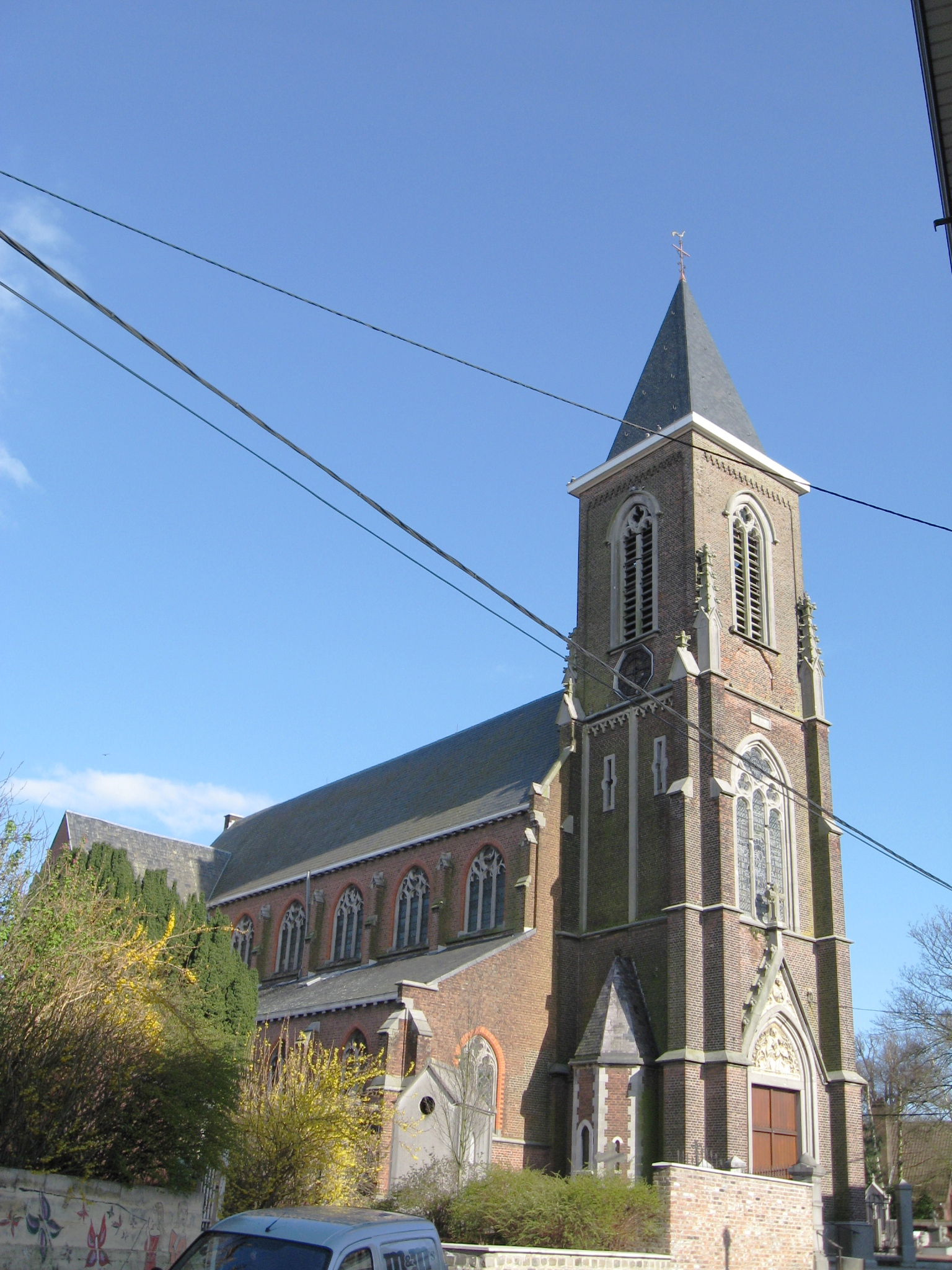
De Sint-Petrus-en-Pauluskerk
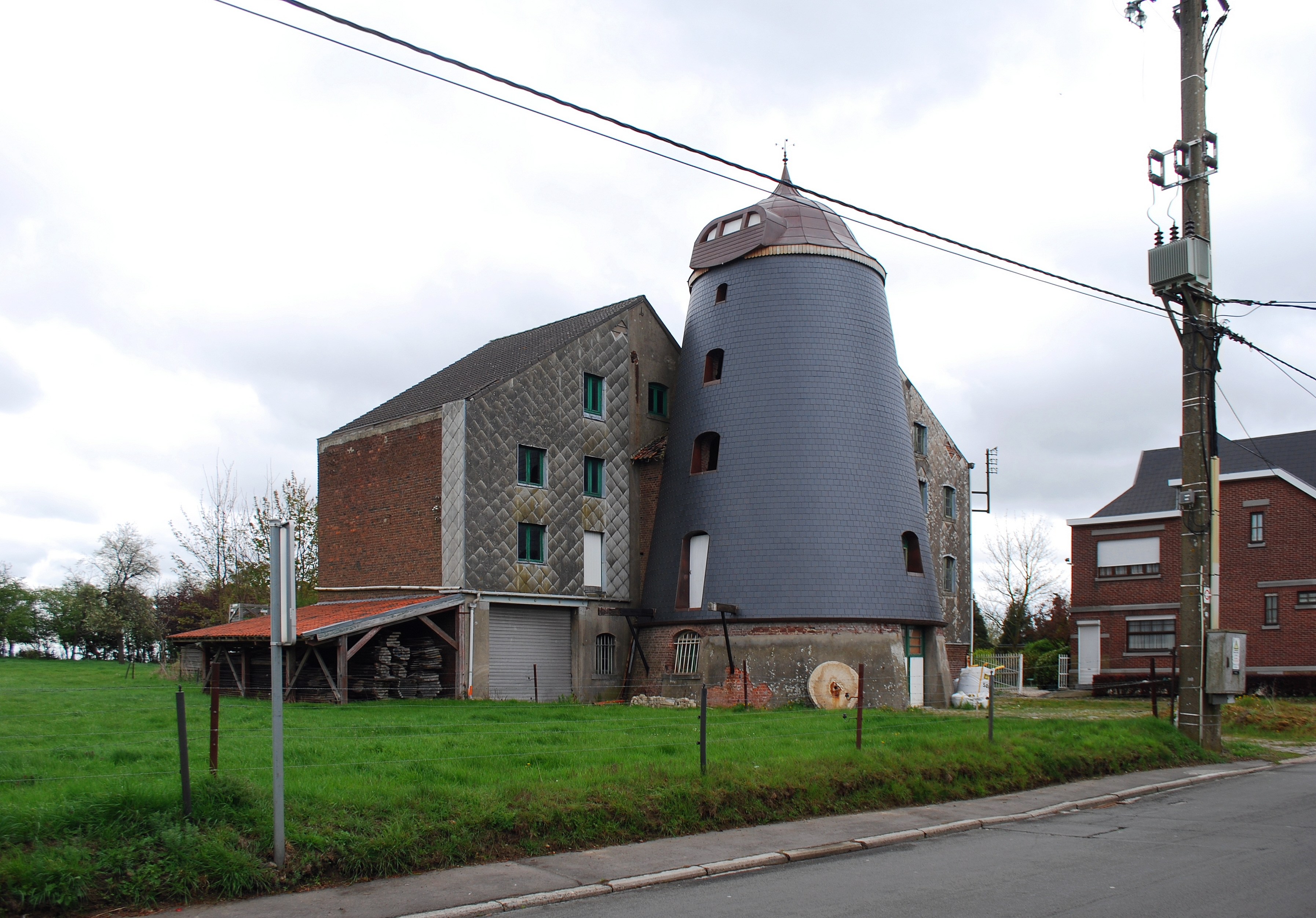
Molen van Othée
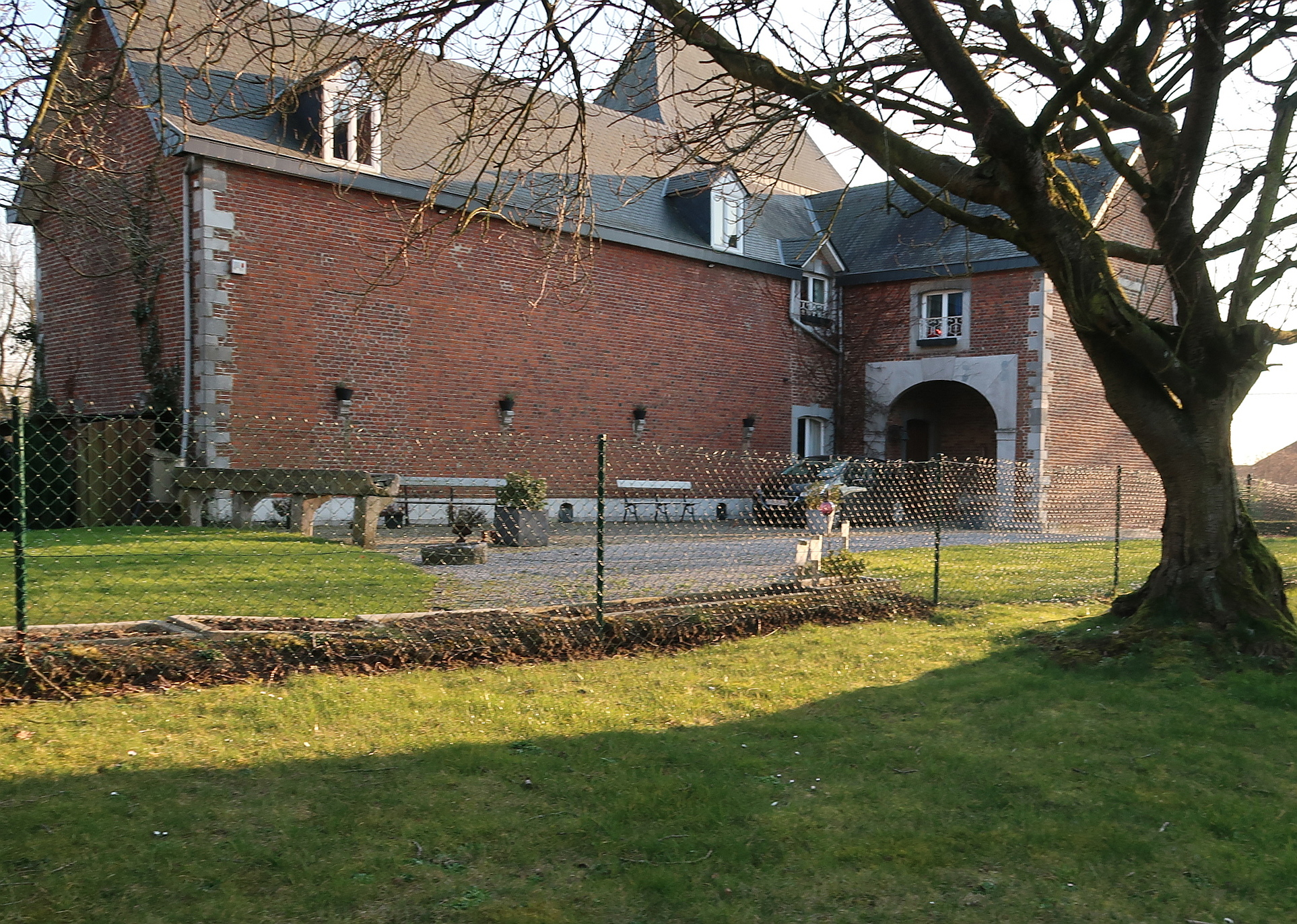
Kasteel van Othée

## Natuur en landschap
Othée ligt in Droog-Haspengouw, op een hoogte van ongeveer 150 meter.

## Bekende inwoners van Othée
- Léon Pety de Thozée (1841-1912), gouverneur van de provincies Namen en Luik

## Nabijgelegen kernen
Xhendremael, Hamal, Diets-Heur, Villers-l'Évêque
Deelgemeenten: Awans · Elch (Othée) · Fooz · Hognoul · Villers-l'Évêque

Belgische gemeenten · arrondissement Luik · provincie Luik · Wallonië